# 갤리엇

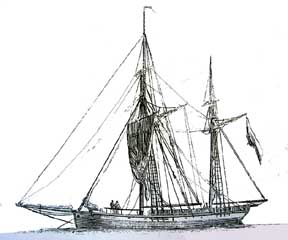
Galiot in Willaumez's Dictionnaire de la Marine

갤리엇(Galiots)은 대항해시대에 존재하던 배의 한 종류이다.
갤리엇은 항해시대에 지중해에서 자주 사용하던 배로, 갤리선의 일종이다. 다만 갤리보다는 크기가 작다. 보통은 두개의 마스트가 있으며, 전투형이라면 2~10개 정도의 대포가 장착 가능하다. 승선 가능 인원수는 50~100명 가량이다.
17세기부터 네덜란드 공화국의 갤리엇들은 보통 마스트가 1~2개 가량의 케치(돛대가 두개인 범선) 형태의 배들이었다. 생김새는 플류트와 매우 흡사했다. 무게는 가볍게는 50톤에서 무겁게는 300톤가까이 하였다. 주로 독일과 네덜란드 사이를 오가는 무역선 역할을 하였다.
프랑스의 갤리엇들은 마스트 2개를 장착한 코르벳 사이즈의 대형 선박이었다.

## 같이 보기
- 군함